# La Mort d'Adam

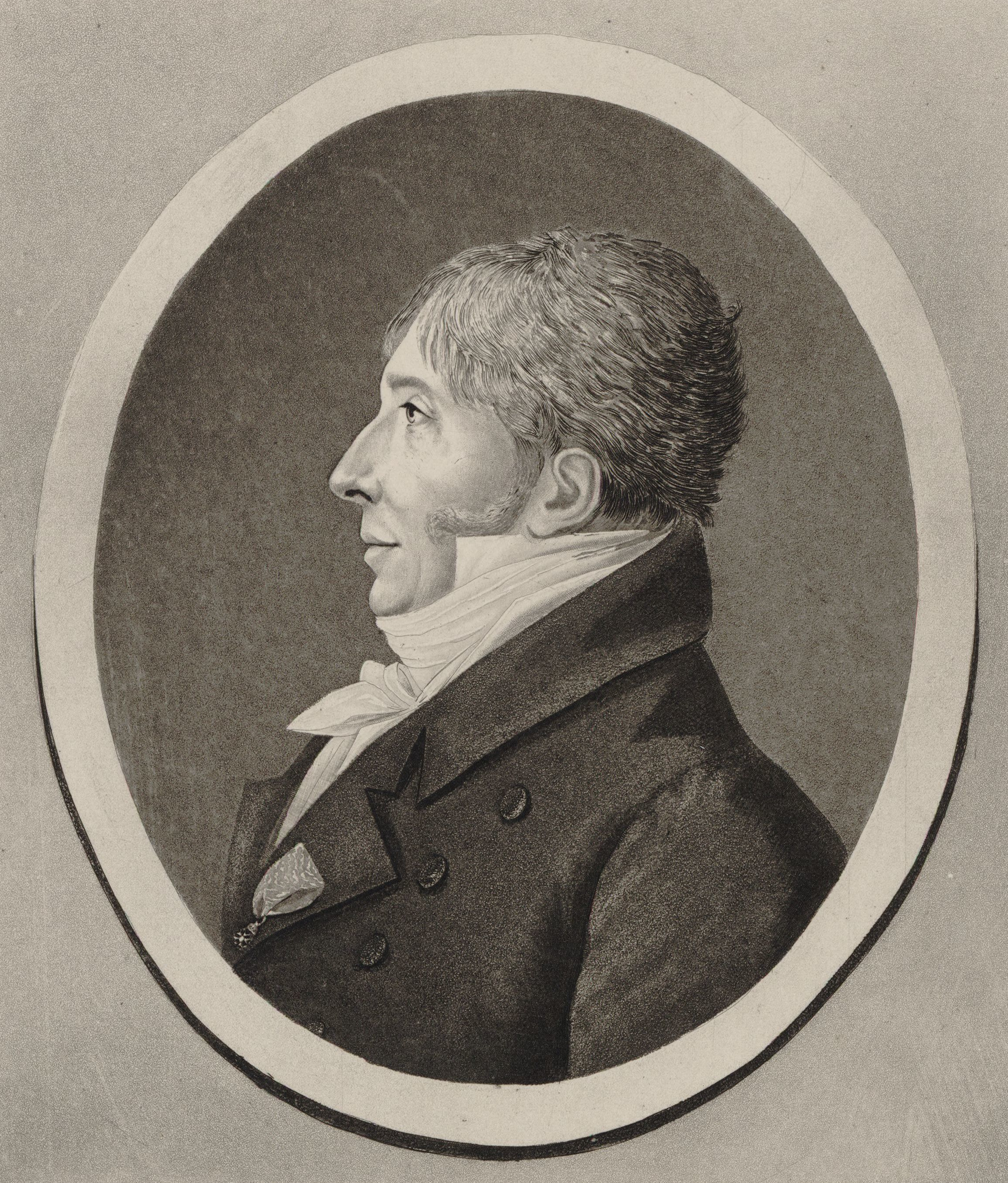
Jean-François Lesueur

La Mort d'Adam et son apothéose est un opéra (tragédie lyrique religieuse) en trois actes de Jean-François Lesueur sur un livret de Nicolas-François Guillard, d'après Klopstock. Il est joué pour la première fois en 1809, mais a été composé quelques années plus tôt. 

## Composition et histoire
Le Sueur compose cet opéra alors qu'il travaille comme répétiteur au Conservatoire de musique à Paris. L'opéra est prévu pour être joué au conservatoire, mais la représentation est annulée en faveur de la Sémiramis de Catel. Froissé par cette décision, Le Sueur publie de façon anonyme un pamphlet intitulé Projet d'un plan général de l'instruction musicale en France, dans lequel il critique vertement les méthodes d'enseignement du conservatoire, son rival Catel, et le directeur du conservatoire. Le Sueur est renvoyé du conservatoire, en conséquence, le 23 septembre 1802, et vit dans une grande gêne matérielle pendant un an avant de devenir maître de chapelle du Premier consul au début de l'année 1804. 
Finalement, Le Sueur parvient à produire La Mort d'Adam. La première a lieu à l'Académie impériale de Paris, le 21 mars 1809, avec une chorégraphie de Louis-Jacques Milon (acte I) et Pierre-Gabriel Gardel (actes II,III), mais l'œuvre est reçue sans enthousiasme par le public et elle est ôtée du répertoire au bout de seize représentations, le 4 février 1810.
Le musicologue Winton Dean est d'avis que cet opéra a pu influencer grandement Berlioz, car ce dernier a été élève de Le Sueur, juste après la publication de la partition de cet opéra, et que « certains éléments du style de Berlioz ne peuvent s'expliquer qu'en référence à Le Sueur. » Il souligne la distinction entre un dessein grandiose et des morceaux classiques plus restreints; de plus, il y a une symphonie fantastique et une symphonie funèbre dans La Mort d'Adam. Le Sueur a annoté sa partition en français et en italien, expliquant quelle est la musique à l'antique qu'il a introduite dans cette œuvre ; certains de ses arrangements inspirent Berlioz dans Les Troyens et dans L'Enfance du Christ.

## Rôles
| Rôle              | Voix    | Première 21 mars 1809 (chef d'orchestre:) |
| ----------------- | ------- | ----------------------------------------- |
| Adam              | basse   | Henri-Étienne Dérivis                     |
| Seth              | baryton | François Lays ou Lay                      |
| Caïn              | ténor   | Étienne Lainez                            |
| L'ombre d'Abel    | ténor   | Louis Nourrit                             |
| L'ange de la mort | basse   | M. Bonel                                  |
| Satan             | basse   | Jean-Honoré Bertin                        |
| Ève               | soprano | Marie-Thérèse Davoux (Mlle Maillard)      |
| Sélime            | soprano | Mme Granier                               |
| Sunim             | ?       | ?                                         |
| Coryphée          | basse   | M. Martin                                 |
| Coryphée          | soprano | Mlle Pauline                              |